# Станіслав Комарек
Станіслав Комарек (нар. 6 серпня 1958, Їндржихув Градець, Чехословаччина) — відомий чеський інтелектуал, біолог і антрополог, філософ, письменник та поет. Професор за спеціальністю «філософія та історія природничих наук». Автор понад 20 наукових і науково-популярних книжок, зокрема «Чоловік як еволюційна інновація?» та «Європа на роздоріжжі», що вийшли у перекладі українською мовою, трьох романів, мемуарів та збірок поезій, а також численних публікацій у газетах і часописах.

## Життєпис
Народився у місті Їндржихув Градець 1958 року. Незабаром після здобуття вищої біологічної освіти в Карловому університеті в Празі (1982) емігрував до Австрії, де продовжив навчання й наукову діяльність у галузі біології, етології, антропології, філософії та історії природничих наук, а також психології та психоаналізу.
Після оксамитової революції повернувся до Чехії і 1990 року став співзасновником кафедри філософії та історії природничих наук на природничому факультеті Карлового університету, у 1996—2002 роках — завідувач кафедри.
Багато досліджень Станіслава Комарека присвячено темі взаємозв'язку природних і культурних феноменів, психології та біології, а також історії розвитку поглядів на ці питання.
Польові дослідження автор здійснював, зокрема, під час експедицій — в Алжирі, Азербайджані, США, Перу, Сирії, Йорданії, Туреччині, Мексиці, Гватемалі, Гондурасі, Ізраїлі, Ірані, Китаї, на Яві та Борнео, в Індії, Тибеті, Південній Африці, Японії, Сінгапурі, Малайзії, Тайвані та В'єтнамі, Коста-Риці, Австралії, Новій Зеландії, Бірмі, Шрі-Ланці, Мадагаскарі, Грузії, Вірменії, Узбекистані, Туркменістані та ін.
У травні 2019 року приїхав до України, щоб узяти участь у презентації українського видання своєї книжки «Чоловік як еволюційна інновація? Есеї про чоловічу природу, сексуальність, життєві стратегії та метаморфози маскулінності» (перекл. — Олена Крушинська, Тетяна Окопна) на «Книжковому Арсеналі» в Києві та у Львівському пресклубі. На той момент від його перших відвідин Києва, ще в студентські літа, минуло сорок років, від візиту до Львова — майже тридцять. Свої спостереження, зроблені під час перебування у цих двох містах 2019 року, описав в есеї «Ukrajina po čtyřiceti letech» («Україна сорок років потому»). За словами Комарека, участь у «Книжковому Арсеналі» справила на нього велике враження: атмосфера загального натхнення щодо книжкової культури нагадала йому таку ж свіжу хвилю в Чехії на початку 1990-х – на відміну від сьогодення, коли інтерес до нової книжки, що виходить у світ, значно менший.
У 2020 році вийшла ще одна книжка в українському перекладі — «Європа на роздоріжжі» (перекл. — Олена Крушинська). В цій книзі автор розглядає широке коло проблем, в яких погрязла Європа, і пропонує власні вирішення деяких з них, але сумнівається, що його пропозиції будуть сприйняті тими, хто в силі їх реалізувати. Видання обох згаданих книжок Комарека в Україні було здійснено за підтримки Міністерства культури Чехії. «Чоловік...» і «Європа» вибороли перше місце у Всеукраїнському рейтингу «Книжка року» у номінації «Софія» у 2019 і 2020 роках, відповідно. 
Сам Станіслав Комарек назвав свій «український прорив» одним із ключових моментів свої літературної кар’єри.

## Творчий доробок
Автор понад 20 наукових і науково-популярних книжок, трьох романів, двотомних мемуарів «Міста й містечка», збірок поезій, а також численних статей, есеїв та інтерв'ю у часописах і журналах.

## Книжки в українському перекладі
- Станіслав Комарек. Чоловік як еволюційна інновація? Есеї про чоловічу природу, сексуальність, життєві стратегії та метаморфози маскулінності / Перекл. з чеської Олени Крушинської, Тетяни Окопної. — Львів: Апріорі, 2018. — 432 с.
- Станіслав Комарек. Європа на роздоріжжі / Перекл. з чеської Олени Крушинської. — Львів: Апріорі, 2020. — 496 с.

## Інтерв'ю і статті в українських ЗМІ
- Станіслав Комарек. Хто такі чоловіки й для чого вони (інтерв’ю) // Zbruc.eu. — 7 червня 2019 р.
- Станіслав Комарек. Вірус як спокуса авторитаризму (інтерв’ю) // Культура і життя. — № 7, 10 квітня 2020 р.
- Станіслав Комарек. У вірусному вирі (есей) // Zbruc.eu. — 15 квітня 2020 р.

## Відзнаки
- Лауреат премії Тома Стоппарда за есеїстику (2006).
- Книжка «Ochlupení bližní: zvířata v kulturních kontextech» («Пухнасті ближні: тварини в культурному контексті») потрапила на порталі Чеського літературного центру до категорії «Вершини чеського нонфікшн 2007—2017».
- 2019 року на честь Станіслава Комарека була названа мала планета № 464743 «Stanislavkomárek».

## Відзнаки в Україні
- Книжка Станіслава Комарека «Чоловік як еволюційна інновація? Есеї про чоловічу природу, сексуальність, життєві стратегії та метаморфози маскулінності» в перекладі Олени Крушинської і Тетяни Окопної (Львів, Апріорі) виборола перше місце у XXI Всеукраїнському рейтингу «Книжка року — 2019» у номінації «СОФІЯ: Філософія / антропологія / психологія»[19].
- Наступного року книжка Комарека «Європа на роздоріжжі» у перекладі Олени Крушинської (Львів, Апріорі) знову виборола перше місце у «Книжці року — 2020» в тій самій номінації[20][21].